# Carlo Collodi
Carlo Collodi, vlastním jménem Carlo Lorenzini, (24. listopadu 1826, Florencie – 26. října 1890, tamtéž) byl italský novinář a spisovatel. Pseudonym Collodi si zvolil roku 1856 podle vesnice Collodi, dnes části města Pescia, odkud pocházela jeho matka Angela Orzaliová.

## Dílo
- Pinocchiova dobrodružství – jeho nejznámější kniha, pohádkou o dřevěném panáčkovi, vlastně neposlušném chlapci, který po četných dobrodružstvích zmoudřel, zbavil se svého dřevěného těla a stal se opravdovým chlapcem. Knihu přepracoval ruský spisovatel Alexej Nikolajevič Tolstoj pod názvem Zlatý klíček, kde panáček má jméno Buratino. Nebo také rakouská autorka Christine Nöstlingerová pod názvem Nový Pinocchio.

### Související články

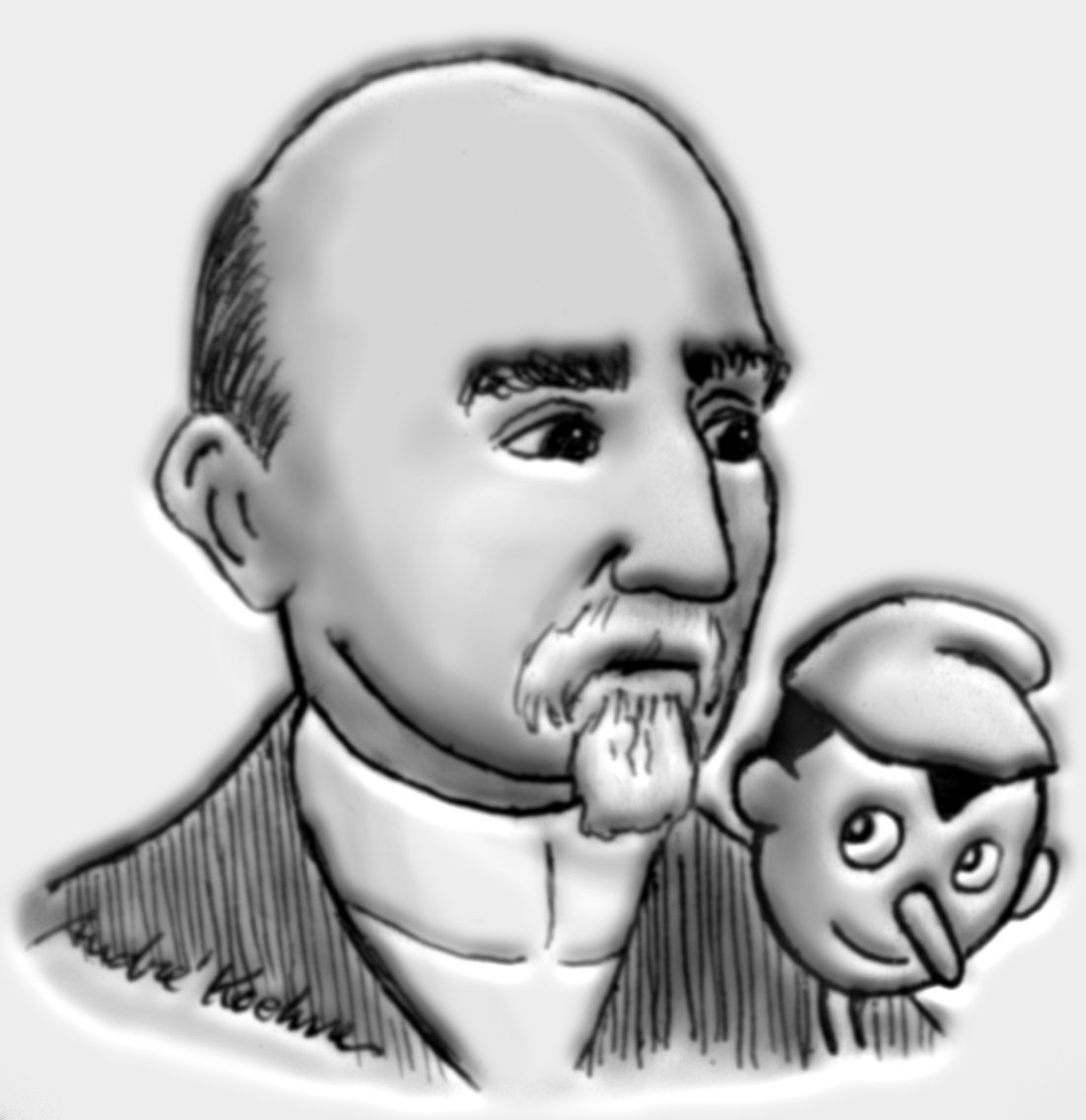
Carlo Collodi a Pinocchio - karikatura A. Koehna